# Национальная компьютерная корпорация
«Национа́льная компью́терная корпора́ция» (НКК) — холдинг на российском рынке информационных технологий. Согласно рэнкингу RAEX «Рэнкинг Крупнейших российских групп и компаний в области информационных и коммуникационных технологий по итогам 2018 года» НКК занимала первое место по обороту среди ИТ-компаний с результатом 177 млрд руб.
НКК объединяет под одним брендом компании ГКС, «Систематика», STEP LOGIC, TopS Business Integrator, «Энсис Технологии», HeadPoint, «Систематика Консалтинг», «Доверенная среда», «Национальная платформа», «РСТ-Инвент», Landata.
По итогам 2021 года НКК включена в топ-100 крупнейших компаний РФ по версии рейтинга РА «Эксперт-400». 177 млрд руб.
Штаб квартира НКК находится в Москве..

## История и структура холдинга
1988-2001: Создание компаний «Аквариус Дата», TopS, «АНД Проджект», TopS BI, которые затем вошли в НКК.
2003: Образован холдинг «Национальная Компьютерная Корпорация» (НКК) путём объединения четырех игроков отечественного рынка информационных технологий – производственной группы «Аквариус», интеграторской компании «АНД Проджект», проектного дистрибутора Landata и широкопрофильного дистрибутора OCS.
2004: Компания «Аквариус Дата» переименована в «Систематика»'
- Деятельность компании фокусируется на разработке, внедрении и поддержке сложных информационных систем и инфраструктурных решений федерального и регионального значения.

2007: Создание ГКС (АО «Группа Систематика»)
- "Систематика", TopS Business Integrator и "АНД Проджект" приняли решение об объединении в группу "Систематика"[4]; АО "Группа Систематика"[5]

2008: Приобретение Landata и «Энсис Технологии», «Альфа-Групп» приобретает 20 % Группы «Систематика»
- ГКС приобрела 100% акций компании Landata, крупного российского дистрибутора телекоммуникационного, компьютерного оборудования и комплексных ИТ-решений, и 86% уставного капитала «Энсис Технологии», предлагающей ИТ-решения для энергетической отрасли.
- «А1», инвестиционное подразделение «Альфа-Групп», стала совладельцем ГКС.

2010. Создание ООО «РСТ-Инвент»
- Развитие компетенций в области радиочастотной идентификации в рамках дирекции проектного офиса RFID компании «Систематика» стало основой для создания компании «РСТ-Инвент».

2011: Покупка бизнеса компании «Сайнер». Сотрудничество с АО «Роснано».
- В 2011 году было приобретено 86% уставного капитала компании «Сайнер», одного из ключевых SAP-интеграторов в энергетической отрасли России.
- АО «Роснано» стало соинвестором ГКС в компании «РСТ-Инвент», лидером RFID-рынка России.

2012: Создание RFID-производства в Ленинградской области. ГКС объединилась с компанией STEP LOGIC. А1 продаёт свой пакет в ГКС.
- Компании ООО «РСТ-Инвент» запустила собственное производство RFID-меток и оборудования.
- Весной 2012 года ГКС приобрела 100% уставного капитала компании STEP LOGIC.
- В 2012 году А1 закрыла сделку по продаже доли в ГКС. Акции были проданы совладельцам группы.

2013: Объединение консалтингового бизнеса TopS BI и «АНД Проджект» под брендом TOPS Consulting. Создание компании HeadPoint
- В 2013 года компании TopS BI и «АНД Проджект» объединились для консолидации консалтинговых компетенций: разработки и внедрения ИТ-бизнес-решений при работе с крупным и средним бизнесом.
- Создана компания HeadPoint, российский разработчик IoT-платформы InOne и интеграционных решений по цифровизации для финансовой отрасли, производства, ритейла и государственного сектора.

2015: Московские офисы НКК объединились в Comcity. ГКС и ЛАНИТ представили объединенную консалтинговую группу компаний «Консист Бизнес Групп».
- ЛАНИТ и ГКС представили объединенную консалтинговую группу компаний «Консист Бизнес Групп»
- Выделение «Систематики Консалтинг» в отдельную компанию.
- Весной 2015 года НКК успешно завершила свой переезд в офисный парк класса «А» Comcity.
- На базе компаний TOPS Consulting, «ЛАНИТ Консалтинг», LC Europe и Sciener была создана «Консист Бизнес Групп», объединившая опыт в управленческом консалтинге, разработке, внедрении и сервисном обслуживании ИТ-решений.
- Развитие инструментальной платформы SiTex привело к выделению дирекции проектного бизнеса компании «Систематика» в отдельную компанию «Систематика Консалтинг».

2016
По состоянию на 2016 год в состав «Национальной компьютерной корпорации» входили компании:
- группа компаний OCS,
- группа компаний «Аквариус»,
- «Национальная платформа»[6] ,
- «КНС Групп»,
- ГКС (АО «Группа Систематика») в составе компаний Landata, Lanmax, «Доверенная среда», «РСТ-Инвент», «Сайнер», «Систематика», «Систематика Консалтинг», СТЭП ЛОДЖИК, TOPS Consulting, TopS BI, «Хэд Пойнт» И «Энсис Технологии».

2018: Создание дирекции систем комплексной безопасности и антитеррористической защиты ГКС
- Новое структурное подразделение занимается разработкой и внедрением самых передовых и инновационных решений в области построения систем безопасности.

2019: Аналитическая платформа «Триафлай» включена в продуктовый портфель ГКС
- «Триафлай» – российская BI-платформа, продукт компании «Доверенная среда».

2020: Изменение состава входящих в группу компаний
- «Консист Бизнес Групп», Sciener и TOPS Consulting больше не входят в объединённую структуру ГКС[7].

2021: HeadPoint стала резидентом «Сколково»
- Компания HeadPoint, предлагающая комплексные решения видеомониторинга и промышленного интернета вещей на базе собственной платформы InOne, стала резидентом инновационного центра «Сколково».

2021: Создание облачного провайдера «Облако.ру»
По состоянию на 2021 год в НКК входят компании:
- Компания «Аквариус» — ведущий российский разработчик, производитель и поставщик компьютерной техники и ИТ-решений для государственных и корпоративных заказчиков, системообразующее предприятие радиоэлектронной промышленности.
- ГКС (АО «Группа Систематика») — многопрофильный ИТ-холдинг, один из лидеров российского рынка информационных технологий, в составе ООО «Систематика», ООО «Систематика Консалтинг», ООО «СТЭП ЛОДЖИК», ООО «ТопС Бизнес Интегратор», ЗАО НТЦ «Ландата», ООО «РСТ‑Инвент», ООО «Хэд Пойнт», ООО «Энсис Технологии», ООО «Доверенная среда».
- Компания «Национальная платформа» — разработчик ERP-платформы «Ма-3», включенной в Единый реестр российских программ, сопоставимой по функциональности с лучшими мировыми решениями.

2022: Разработка системы класса Process Mining
- Компания «Систематика» начала разработку аналитической системы мониторинга бизнес-процессов предприятий класса Process Mining при поддержке РФРИТ [8].

2022: Изменения в составе собственников и структуре управления НКК
- "Акционеры «Национальной компьютерной корпорации» объявили об окончании конфликта"[9]

2023:
По состоянию на начало 2023 года в НКК входят:
- ГКС (АО «Группа Систематика»)
- «Систематика»
- STEP LOGIC
- TopS Business Integrator
- «Энсис Технологии»
- HeadPoint
- «Систематика Консалтинг»
- «Доверенная среда»
- «Национальная платформа»
- «РСТ-Инвент»
- Landata

В феврале 2023 года на должность генерального директора НКК назначен Евгений Закрепин  .

## Основные направления деятельности
Деятельность НКК сконцентрирована в рамках следующих ключевых направлений:
ИТ-услуги и системная интеграция
- Инфраструктурные решения, в том числе:
  - вычислительные системы и облачные сервисы;
  - сетевые решения;
  - инженерная инфраструктура;
  - комплексные системы безопасности;
  - информационная безопасность;
  - контакт-центры;
  - видеоконференцсвязь и мультимедиакомплексы;
- Системы управления ИТ и мониторинга бизнес-процессов (СУИМ):
  - анализ бизнес-процессов с помощью технологии Process Mining;
  - автоматизация процессов Service Desk для ИТ и бизнеса;
  - роботизированная автоматизация процессов (RPA);
  - зонтичный аналитический мониторинг;
- Прикладные решения:
  - внедрение информационных систем для государственных структур и коммерческих предприятий;
  - центр компетенций открытых технологий на базе Open Source;
  - заказная разработка систем и приложений «под ключ»;
- Специализированные и отраслевые решения:
  - внедрение PLM-технологий для предприятий, выпускающих наукоемкую продукцию;
  - цифровизация промышленности (IoT, Industry 4.0);
  - системы управления производством и автоматизация технологических процессов (ERP, SCADA, АСУТП, диспетчерские комплексы, системы учета энергоресурсов, системы телемеханики);
  - промышленная роботизация;
  - энергосбережение и повышение энергоэффективности;
  - построение умных городов: интернет вещей, транспортное планирование и моделирование, автоматизация на транспорте;
- Дистрибуция компьютерного, телекоммуникационного, вычислительного оборудования и ПО;
- ИТ-консалтинг, ИТ-аутсорсинг, техническая поддержка 24/7 и сопровождение ИТ-систем, тренинги и развитие персонала заказчика.

Отечественные прикладные решения
19 продуктов НКК сертифицированы и внесены в Единый Реестр Российского ПО.
- Платформа электронного правительства SiTex для цифровизации федеральных и региональных органов государственного управления [11][12][13][14][15][16][17][18][19]
- Цифровая интеграционная IoT-платформа InOne для построения цифровых территориально-распределенных систем мониторинга, ситуационного управления и инцидентного реагирования [20]
- Промышленная ERP-платформа «Ма-3» для холдинговых структур, крупных и средних предприятий [21]
- Система принятия управленческих решений на базе BI-платформы «Триафлай» [22]
- Внедрение PLM-технологий для предприятий, выпускающих наукоемкую продукцию
- Системы защищенной видеоконференцсвязи IQHub [23][24]
- Программно-аппаратные комплексы на базе RFID-технологий от производителя «РСТ-Инвент» [25][26][27][28]
- Интегрированные решения для построения территориальных систем умного города
- Решение для автоматизации бизнес-процессов исходящего оповещения в контакт-центрах «СТЭП Телемаркетинг»  [29]
- Система мониторинга и анализа бизнес-процессов класса Process Mining
- Облачные сервисы и услуги от провайдера «Облако.ру»

Разработка ИТ-продуктов и ИТ-консалтинг
- Заказная разработка ИТ-систем и порталов;
- Создание цифровых платформ и композитных приложений;
- Обследование ИТ-ландшафта заказчика, разработка целевой ИТ-архитектуры и бюджетных оценок, разработка организационных документов и регламентов;
- Оценка рисков и моделирование угроз безопасности;
- Собственная лаборатория для тестирования ИТ-решений;
- Разработка плана перехода на российское ПО и оборудование.

Разработка и внедрение решений в области построения комплексных систем безопасности
Поддержка и сопровождение ИТ-инфраструктуры и информационных систем
Многолетний опыт интеграции собственных ИТ-продуктов с другими российскими и иностранными системами позволяет НКК оперативно развертывать решения в соответствии с запросами и потребностями заказчиков и выступать единым центром ответственности, обеспечивающим внедрение и поддержку внедренных систем.

## Импортозамещение и технологическая независимость
Центр компетенций НКК по импортозамещению аккумулирует опыт компаний группы по интеграции как собственных ИТ-продуктов (в т.ч. программных платформ SiTex, InOne, «Триафлай», «Ма-3»), так и решений отечественных ИТ-разработчиков. НКК в рамках поддержки политики обеспечения технологической независимости РФ обеспечивает переход заказчиков на российское программное обеспечение и оборудование и выступает единым центром ответственности по внедрению и поддержке ИТ-систем.

### Награды и рейтинги НКК
| Эксперт-400: Рейтинг крупнейших компаний России 2022 | НКК – 97 место в рейтинге крупнейших компаний России                                                                       |
| Рейтинг CNews100: Крупнейшие ИТ-компании России 2019 | НКК — 1 место в списке «Крупнейшие ИТ-компании»                                                                            |
| Ранкинг TAdviser100: Крупнейшие ИТ-компании в России 2018 | НКК — 1 место в списке «Крупнейшие ИТ-компании»                                                                            |
| Рэнкинг RAEX «Рэнкинг Крупнейших российских групп и компаний в области информационных и коммуникационных технологий по итогам 2018 года»                               | НКК – 1 место по обороту среди ИТ-компаний                                                                                 |
| Рейтинг CNews100: Крупнейшие ИТ-компании России 2018 | НКК — 1 место в списке «Крупнейшие ИТ-компании»                                                                            |
| Ранкинг TAdviser100: Крупнейшие ИТ-компании в России 2017 | НКК — 2 место в списке «Крупнейшие ИТ-компании»                                                                            |
| Рэнкинг RAEX: Список крупнейших российских групп и компаний в области информационных и коммуникационных технологий по итогам 2017 года                                 | НКК – 1 место в списке крупнейших российских групп и компаний в области информационных и коммуникационных технологий       |
| Рейтинг CNews100: Крупнейшие ИТ-компании России 2017 | НКК — 1 место в списке «Крупнейшие ИТ-компании»                                                                            |
| Ранкинг TAdviser100: Крупнейшие ИТ-компании в России 2016 | НКК — 2 место в списке «Крупнейшие ИТ-компании»                                                                            |
| Рэнкинг RAEX "Рэнкинг крупнейших групп и компаний в области информационных и коммуникационных технологий по итогам 2016 года"                                          | НКК – 1 место в списке крупнейших российских групп и компаний в области информационных и коммуникационных технологий       |
| Рейтинг CNews100: Крупнейшие ИТ-компании России 2016 | НКК — 1 место в списке «Крупнейшие ИТ-компании»                                                                            |
| Ранкинг TAdviser100: Крупнейшие ИТ-компании в России 2015 | НКК — 1 место в списке «Крупнейшие ИТ-компании»                                                                            |
| Рэнкинг RAEX "Рэнкинг крупнейших групп и компаний в области информационных и коммуникационных технологий по итогам 2015 года"                                          | НКК – 1 место в списке крупнейших российских групп и компаний в области информационных и коммуникационных технологий       |
| Рейтинг CNews100: Крупнейшие ИТ-компании России 2015 | НКК — 1 место в списке «Крупнейшие ИТ-компании»                                                                            |
| Рейтинг CNews100 «Крупнейшие ИТ-компании России» по итогам 2014 г. (23.06.2015)                                                                                        | НКК — 1 место в списке «Крупнейшие ИТ-компании»                                                                            |
| Рейтинг РА Эксперт «Крупнейшие компании России», сегмент ИКТ, 10 лидеров по объёму реализации продукции и услуг в отрасли информационных и коммуникационных технологий | НКК — 1 место в сегменте российских ИКТ-компаний, 90 место среди всех компаний                                             |
| Ранкинг TAdviser100: Крупнейшие ИТ-компании в России (16.06.2015) | НКК — 1 место в списке «Крупнейшие ИТ-компании»                                                                            |
| Рейтинг Ъ-Деньги «Компании российского ИТ-рынка» по итогам 2014 г. (06.04.2015)                                                                                        | НКК — 1 место среди российских ИТ-компаний                                                                                 |
| Рейтинг крупнейших IT-компаний России 2014 г. от агентства «РИА Рейтинг»                                                                                               | НКК — 1 место в списке «Крупнейшие ИТ-компании»                                                                            |
| Рейтинг крупнейших компаний России 2013 г. по объёму реализации продукции «Эксперт-400»                                                                                | НКК — 74 место среди крупнейших компаний                                                                                   |
| Рейтинг Ъ-Деньги «Компании российского ИТ-рынка» (15.04.2013) | НКК — 1 место среди российских ИТ-компаний                                                                                 |
| Рейтинг CNews100 «Крупнейшие ИТ-компании России» по итогам 2012 г. | НКК — 1 место в списке «Крупнейшие ИТ-компании»                                                                            |
| Рейтинг Cnews 100 «Крупнейшие ИТ-компании России» по итогам 2011 г. | НКК — 1 место в списке «Крупнейшие ИТ-компании»                                                                            |
| Рейтинг крупнейших компаний России «Эксперт-400» (журнал «Эксперт» № 39 от 1 октября 2012 г.)                                                                          | НКК — 86 место среди крупнейших компаний                                                                                   |
| Рейтинг «Крупнейших ИТ-компаний России», основанный на результатах 2010 года, агентства «Эксперт РА» (журнал «Эксперт», № 39/2011)                                     | НКК — 1 место в списке «Крупнейшие ИТ-компании России»                                                                     |
| Рейтинг непубличных компаний журнала Forbes (№ 10/2011) | НКК — 25 место в рейтинге Forbes                                                                                           |
| Рейтинг крупнейших ИТ-компаний-2010 агентства «Эксперт РА» (журнал «Эксперт»)                                                                                          | НКК — 1 место среди крупнейших ИТ-компаний                                                                                 |
| Рейтинг ИТ-компаний по итогам 2010 г. ИД «Коммерсант» (журнал «Деньги»)                                                                                                | НКК — 2 место в общем списке крупнейших ИТ-компаний                                                                        |
| Рейтинг ИТ-компаний агентства «Эксперт РА» (журнал «Эксперт») | НКК — 1 место среди крупнейших ИТ-компаний.                                                                                |
| Рейтинг Cnews 100 «Крупнейшие ИТ-компании России» по итогам 2009 г. | НКК — 1 место в списке «Крупнейшие ИТ-компании».                                                                           |
| Рейтинг ИТ-компаний по итогам 2009 г. ИД «Коммерсант» (журнал «Деньги»)                                                                                                | НКК — 2 место в общем списке крупнейших ИТ-компаний.                                                                       |
| Рейтинг «TOP-300 самых динамичных компании России» по итогам 2009 г. ИД «Коммерсант» (журнал «Секрет фирмы», № 10, 2009 г.)                                            | НКК — 129 место среди самых быстрорастущих компаний.                                                                       |
| Рейтинг крупнейших компаний России «Эксперт-400» (журнал «Эксперт» № 38 от 5 октября 2009 г.)                                                                          | НКК — 89 место среди крупнейших компаний.                                                                                  |
| Рейтинг «500 крупнейших компаний России» (журнал «Финанс» № 35 от 28 сентября 2009 г.)                                                                                 | НКК — 111 место среди крупнейших компаний.                                                                                 |
| Рейтинг «200 крупнейших непубличных компаний» (журнал Forbes № 10, октябрь 2009 г.)                                                                                    | НКК — 41 место среди крупнейших частных компаний.                                                                          |
| Рейтинг Cnews 100 «Крупнейшие ИТ-компании России» по итогам 2008 г. | НКК — 1 место в списке «Крупнейшие ИТ-компании».                                                                           |
| Рейтинг ИТ-компаний по итогам 2008 г. ИД «Коммерсант» (журнал «Деньги», № 14 от 13.04.2009 г.)                                                                         | НКК — 2 место в общем списке крупнейших ИТ-компаний.                                                                       |
| Рейтинг ИТ-компаний агентства «Эксперт РА» (журнал «Эксперт» № 15 (654) от 20 апреля 2009 г.)                                                                          | НКК — 2 место среди крупнейших ИТ-компаний.                                                                                |
| Рейтинг «Эксперт-400», по результатам 2007 г. (журнал «Эксперт», № 39, 2008 г.)                                                                                        | НКК занимает 89 позицию среди 400 крупнейших компаний России.                                                              |
| Рейтинг «200 крупнейших компаний России» (журнал Forbes, № 10, 2008 г.)                                                                                                | НКК занимает 34 позицию в общем списке компаний.                                                                           |
| Рейтинг «500 крупнейших компаний России» (журнал «Финанс», № 36, 2008 г.)                                                                                              | НКК занимает 93 позицию в общем списке крупнейших компаний.                                                                |
| Рейтинг «1000 самых профессиональных менеджеров России» (совместный проект Ассоциации менеджеров России и издательского дома «Коммерсантъ») по итогам 2007 г.          | Александр Калинин, президент НКК, вошел в Топ-1000 российских менеджеров.                                                  |
| Рейтинг «25 лучших управляющих российского ИТ рынка» («ИТ-Бизнес» (CRN) № 14 (307) от 25 августа, 2008)                                                                | В число 25 лучших руководителей ИТ-компаний России вошел Александр Калинин, президент НКК.                                 |
| Рейтинг Cnews 100 «Крупнейшие ИТ-компании России» по итогам 2007 г. | НКК — 1 место в списке «Крупнейшие ИТ-компании».                                                                           |
| Журнал «Эксперт», № 16, 21.04.2008 | НКК — 1 место в списке «Крупнейшие ИТ-компании» по итогам 2007 года.                                                       |
| Журнал «Секрет фирмы», ИД «Коммерсант», № 12, 31.03.2008 | НКК — 2 место в списке «Крупнейшие ИТ-компании» по итогам 2007 года.                                                       |
| Рейтинг «Эксперт-400», по результатам 2006 г. (журнал «Эксперт», № 36, 2007 г.)                                                                                        | НКК занимает 97 позицию среди 400 крупнейших компаний России, опережая все IT компании.                                    |
| Рейтинг «200 крупнейших компаний России» (журнал Forbes, № 10, 2007 г.)                                                                                                | НКК занимает 41 позицию в общем списке компаний.                                                                           |
| Рейтинг «500 крупнейших компаний России» (журнал «Финанс», № 36, 2007 г.)                                                                                              | НКК занимает 98 позицию в общем списке крупнейших компаний.                                                                |
| Рейтинг «1000 самых профессиональных менеджеров России» (совместный проект Ассоциации менеджеров России и издательского дома «Коммерсантъ»)                            | Александр Калинин, президент НКК, вошел в Топ-1000 российских менеджеров и 20-ку лучших руководителей компаний ИТ-отрасли. |
| Рейтинг CNews100: Крупнейшие ИТ-компании России по итогам 2006 г. | НКК занимает 3 место среди всех ИТ-компаний России.                                                                        |
| Рейтинг ИТ-компаний по итогам 2006 г. (журнал «Деньги», № 10(616) от 19.03.2007 г.)                                                                                    | НКК — 2 место в общем списке крупнейших ИТ-компаний.                                                                       |
| Рейтинг крупнейших ИТ-компаний России по итогам 2006 г. («Секрет фирмы», № 11 от 20.03.2007 г.)                                                                        | НКК — 2 место в общем списке ИТ-компаний.                                                                                  |
| Рейтинг ИТ-компаний по результатам 2006 г. (iOne, www.ione.ru) | НКК — 2 место в рейтинге крупнейших компаний российского ИТ-рынка.                                                         |
| Рейтинг «Крупнейшие ИТ-компании России по итогам 2006 г.» (журнал «Эксперт», № 16 от 23.04.2007)                                                                       | НКК — 1 место в общем списке крупнейших компаний.                                                                          |
| Рейтинг «500 крупнейших компаний России» (журнал «Финанс», № 36 от 18 сентября 2006 г.)                                                                                | НКК занимает 99 позицию в общем списке, что соответствует 2 месту среди всех ИТ-компаний страны.                           |
| Рейтинг «Эксперт-400», по результатам 2005 г. (журнала" Эксперт", № 37 от 09.10.2006 г.)                                                                               | НКК занимает 100 позицию среди 400 крупнейших компаний России, опережая все IT компании.                                   |
| Рейтинг «200 крупнейших компаний России» (журнал Forbes, № 10, 2006 г.)                                                                                                | НКК занимает 42 позицию в общем списке, что соответствует 2 месту среди всех ИТ-компаний страны.                           |
| Рейтинг «Крупнейшие ИТ-компании России по итогам 2005 г.» (журнал «Эксперт», № 16 от 24.04.2006 г.)                                                                    | НКК — 1 место в общем списке крупнейших компаний.                                                                          |
| Рейтинг CNews100: Крупнейшие ИТ-компании России | НКК занимает 2 место среди всех ИТ-компаний России.                                                                        |
| Рейтинг «600 крупнейших компаний России в 2005 году» | НКК заняла 105 место среди всех участников рейтинга (2 место среди вошедших ИТ-компаний).                                  |
| Рейтинг «400 крупнейших компаний России» (Журнал «Эксперт», № 38, 10-16 октября 2005 г.)                                                                               | НКК занимает в нём 95 место, опережая другие компании ИТ-отрасли.                                                          |
| Рейтинг «200 крупнейших частных компаний России» по результатам 2004 г. (журнала Forbes, № 10, с. 116—145)                                                             | НКК занимает 46 позицию в общем списке и 2 место среди всех ИТ-компаний.                                                   |
| Рейтинг «500 крупнейших компаний России» (журнал «Финанс», № 33 от 12 сентября 2005 г.)                                                                                | НКК занимает 92 позицию в общем списке, что соответствует 2 месту среди всех ИТ-компаний страны.                           |
| Рейтинг «15 лучших IT-компаний России» по итогам 2004 г. (журнал Fortune/«Большой бизнес», июль-август, № 7, 2005 г.)                                                  | НКК входит в число 15 лучших IT-компаний России.                                                                           |
| Рейтинг «Крупнейшие ИТ-компании России по итогам 2004 г.» (журнал «Эксперт», № 19 от 23.05.2005 г.)                                                                    | НКК — 1 место в общем списке крупнейших компаний                                                                           |
| Рейтинг ИТ-компаний журнала «Деньги» по итогам 2004 г. (№ 15 от 18.04.2005 г.)                                                                                         | НКК — 1 место в общем списке крупнейших ИТ-компаний.                                                                       |
| Рейтинг крупнейших ИТ-компаний России по итогам 2004 г. (CNews Analytics, www.cnews.ru)                                                                                | НКК — 2 место в общем списке ИТ-компаний, 1 место среди многопрофильных холдингов.                                         |
| Рейтинг ИТ-компаний по результатам 2004 г. (iOne, www.ione.ru) | НКК — 1 место в рейтинге «Крупнейшие компании российского ИТ-рынка»                                                        |
| Рейтинг журнала Forbes (Forbes, ноябрь 2004 г.) «200 крупнейших частных компаний России», по итогам деятельности в 2003 г.                                             | НКК — 46 место в общем списке, 2 место среди ИТ-компаний.                                                                  |
| Рейтинг «Эксперт-400» (журнал «Эксперт», N 37 от 4 октября 2004), по итогам деятельности в 2003 г.                                                                     | НКК — 73 место в общем списке, 1 место среди ИТ-компаний.                                                                  |
| Рейтинг ИТ-компаний проекта iOne (www.ione.ru, журнал «Деньги» ИД Коммерсантъ, № 12 от 29 марта 2004 года), по итогам деятельности в 2003 г.                           | НКК — 1 место среди ИТ-компаний в общем списке.                                                                            |